# Abraham Ecchellensis
Ibrahim al-Haqilani (em árabe: إبراهيم الحاقلاني ; Ibrāhīm ibn Dāwūd Ḥāqilānī) latinizado como Abraham Ecchellensis (Haqil, 18 de fevereiro de 1605 — Roma, 15 de julho de 1664) foi um filósofo e linguista católico maronita envolvido na tradução da Bíblia para o idioma árabe. Traduziu várias obras do árabe para o latim, a mais importante das quais foi o Chronicon Orientale atribuído a Ibn al-Rāhib.

## Biografia
Nasceu em Haqil, Líbano, seu sobrenome deriva do seu local de nascimento. Ibrahim foi educado no Colégio maronita em Roma. Após tirar o seu doutorado em Teologia e Filosofia, retornou por um tempo para sua terra natal.
Ibrahim foi ordenado diácono e posteriormente lecionou árabe e siríaco, primeiramente em Pisa e, depois, em Roma no Colégio da Propaganda. Em 1628, publicou uma gramática siríaca. Chamado a Paris em 1640 para ajudar Guy Michel Lejay na preparação de sua Bíblia poliglota, Ibrahim contribuiu com as versões em árabe e latim do Livro de Rute e na versão árabe do III Macabeus.
Em 1646, Ibrahim foi nomeado professor de siríaco e árabe no Collège de France. Sendo convidado pela Congregação para a Evangelização dos Povos para participar da preparação de uma versão árabe da Bíblia, Ibrahim foi novamente para Roma em 1652 ou 1653. Publicou várias traduções latinas de trabalhos árabes, das quais a mais importante foi Chronicon Orientale de Ibn al-Rāhib (1653), uma história dos patriarcas de Alexandria.
Ibrahim envolveu-se em uma polêmica interessante com John Selden sobre as razões históricas da política episcopal, levando-o a publicar o seu Eutychius vindicatus, sive Responsio ad Seldeni Origines (1661). Com Giovanni Alfonso Borelli, escreveu uma tradução latina dos 5.º, 6.º e 7.º livros de As Cônicas do geômetra Apolônio de Pérgamo (1661).

## Obras selecionadas
- 1628 — Linguae Syriacae, sive Chaldaicae perbrevis institutio, ad eiusdem nationis studiosos adolescentes (Roma);
- 1641 — Synopsis propositorum sapientiae arabum philosophorum (Paris, dedicada ao Cardeal de Richelieu);
- 1651 — Chronicon orientale (Paris) de Ibn ar-Râhib (tradução do árabe)
- 1653 — Tractatus continens catalogum librorum Caldaeorum tam Ecclesiasticorum quam profanorum, latinitate donatus, et notis illustratus (Roma, dedicada ao Cardeal Antonio Barberini);
- 1655 — Concordia nationum christianarum orientalium... in fidei catholicae dogmate (Moguntiae, juntamente com Leão Alácio);
- 1661 — Eutychius Patriarcha Alexandrinus vindicatus et suis restitutus orientalibus (Roma)
- 1661 — Apollonii Pergaei conicorum lib. V, VI, VII paraphraste Abalphato Asphahanensi (tradução do árabe para o latim).